# Cadillac Brougham
Cadillac Brougham fue una línea de modelos de lujo producidos por Cadillac de forma independiente desde 1987 hasta 1992 como el modelo del mismo nombre, y desde 1977 hasta 1982 como Fleetwood Brougham. El nombre de Brougham se debe al estadista británico Henry Brougham.
El nombre de Brougham se usó para el prototipo Eldorado Brougham de 1955. Cadillac más adelante usó este nombre para las versiones de lujo de Sixty Special, Eldorado y finalmente Fleetwood.
El Fleetwood Brougham tras la desaparición del Sixty Special, tomó su lugar en la firma como el modelo sedán más grande en ese entonces y también conocido por ser el último que no incorporaba airbags de serie. La producción fue llevada a cabo en la planta de montaje de la calle Clark de Detroit (Míchigan) desde 1985 hasta 1987 y algunos modelos desde 1988.
Al mejorar y modificar el modelo en 1990, se tuvo que recurrir a utilizar el chasis del Lincoln Town Car, modificando los pequeños detalles como las luces traseras y delanteras o distintos colores para las molduras de los parachoques.
Francisco Franco, el general español, encargó un Fleetwood Brougham a la propia Cadillac, con las siglas de PO, Presidential Order., el cual se encuentra en venta.

## Producción de unidades
A lo largo de su producción, se observa una disminución de sus ventas:
| Año                        | Unidades                   |
| 1987                       | 65.504                     |
| 1988                       | 53.130                     |
| 1989                       | 40.264                     |
| 1990                       | 33.741                     |
| 1991                       | 27.231                     |
| 1992                       | 13.761                     |
| Producción total = 233.631 | Producción total = 233.631 |
| -------------------------- | -------------------------- |